# Gruža
Gruža (cyr. Гружа) – wieś w Serbii, w okręgu szumadijskim, w gminie Knić. W 2011 roku liczyła 153 mieszkańców.